# Maya (Schatzhausvorsteher)
Maya (2. Jahrtausend v. Chr.) war ein ägyptischer Beamter. Er war Schatzhausvorsteher unter den altägyptischen Königen Tutanchamun (etwa von 1333 bis 1323 v. Chr.) bis Haremhab (um 1319 bis um 1292 v. Chr.). Er war einer der bedeutendsten Beamten unter diesen Herrschern.

## Belege

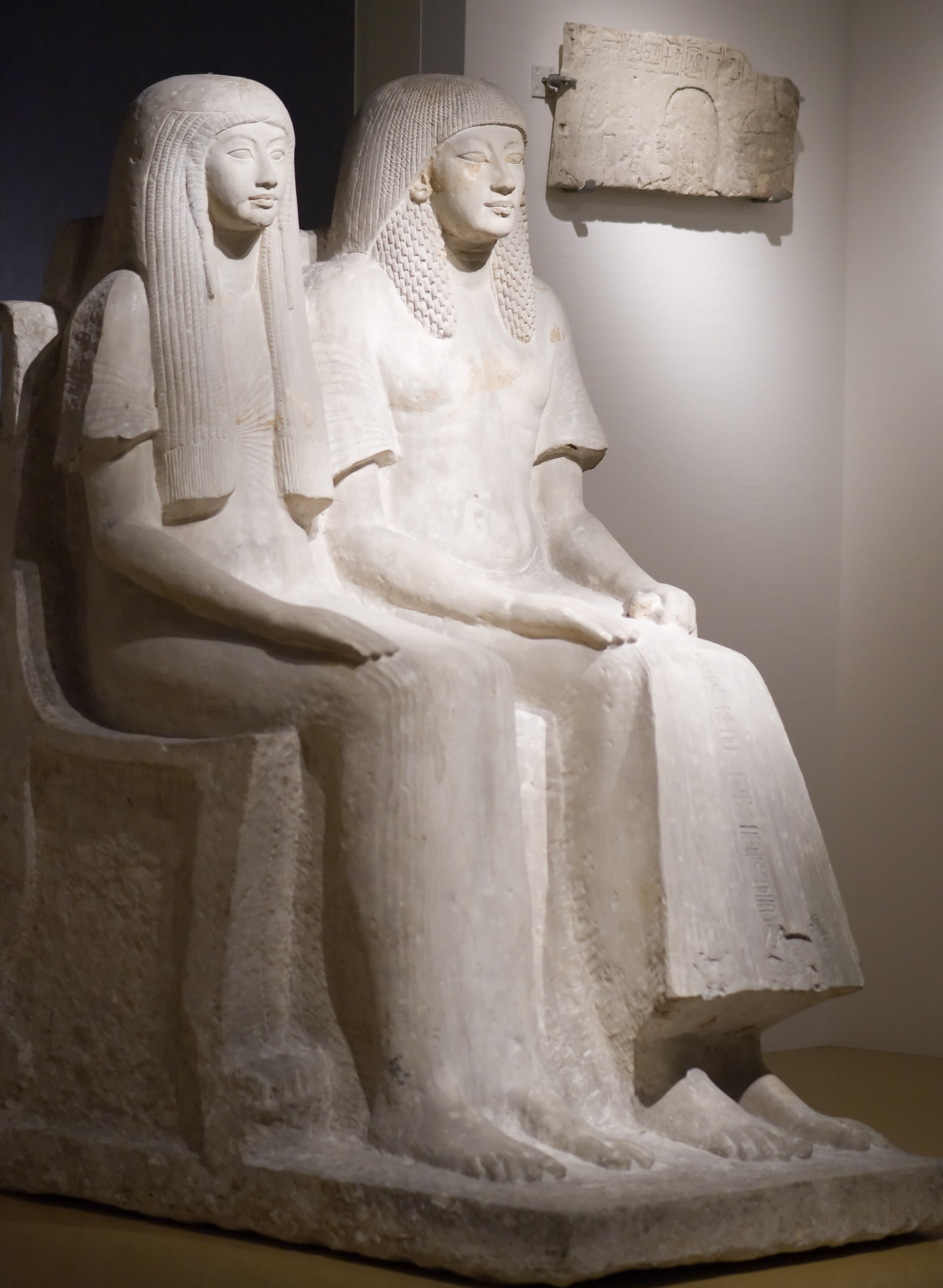
Statue des Maya und der Merit (Leiden)

Im Grab des Tutanchamun (KV62) fanden sich Objekte mit seinem Namen, die er offensichtlich bei der Beerdigung des Herrschers stiftete. Eine Stele datiert in das 8. Jahr dieses Königs und berichtet, dass Maya das Land besteuern und Opfer für die Götter darreichen solle. Er war offensichtlich an der Neuordnung des Landes nach der Regierungszeit von Echnaton beteiligt.
Maya leitete Restaurierungsarbeiten in Gräbern im Tal der Könige. Im Jahr 8. des Haremhab richtete er das Grab des Thutmosis IV. neu ein, nachdem es wahrscheinlich, zumindest aber teilweise, beraubt worden war.
Maya ist vor allem von seinem Grab in Sakkara bekannt. Das Grab ist schon von der Lepsius-Expedition entdeckt worden. Das Wissen um den genauen Ort des Grabes ging jedoch schnell verloren und Blöcke der Grabdekoration wurden an verschiedene Museen verkauft. Erst 1986 konnte das Grab wiederentdeckt und dann vollständig ausgegraben werden.
Maya ist vielleicht schon aus der Zeit von Amenhotep III. bekannt. Aus dessen 34. Regierungsjahr ist ein Schreiber mit dem Namen Maya bezeugt. Das Amarna Grab 14 gehört einem Mann mit den Namen May, der unter anderem Schreiber des Königs, Vorsteher aller Arbeiten des Königs und Vorsteher der Truppen des Herren der beiden Länder war. Möglicherweise ist dieser mit Maya identisch.

## Grab in Sakkara

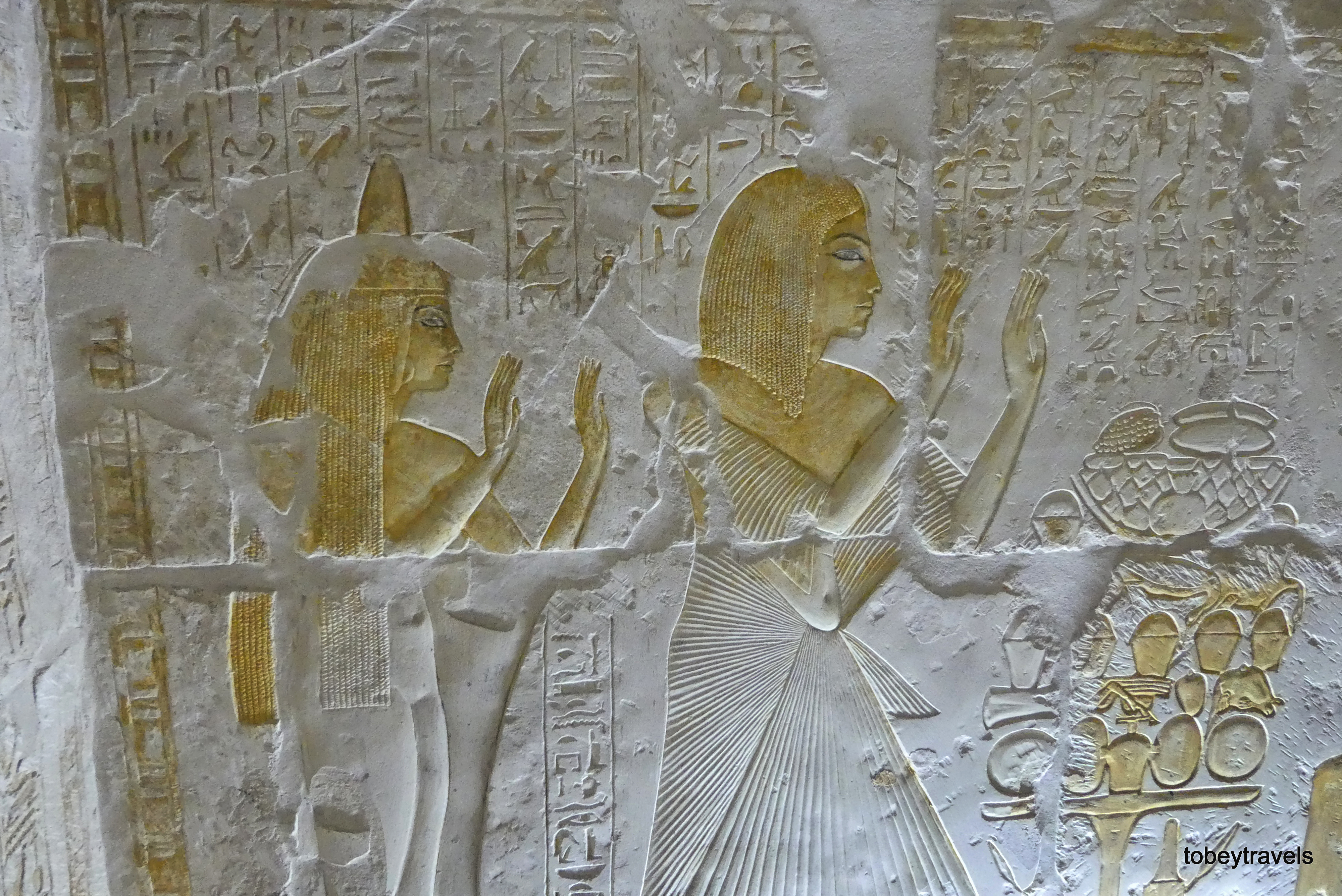
Maya und Merit, Darstellung in der unterirdischen Grabkammer

Das Grab des Maya und seiner Gemahlin Merit liegt in Sakkara-Süd im Gebiet zwischen dem Jeremias-Kloster und dem Pyramidenbezirk des Djoserteti. Es liegt parallel neben dem von Haremhab, das dieser erbauen ließ, als er noch General war. In der 19. Dynastie wurde dann das Grab von Tia und Tia zwischen den beiden Gräbern errichtet.
Das Grab war erstmals vom preußischen Gelehrten Carl Peter Lepsius im Jahre 1843 lokalisiert und im Oberbau teilweise ausgegraben und dokumentiert worden. Da das Grab des Schatzmeisters von Tutanchamun von historischem Interesse ist, beschloss die Egypt Exploration Society 1975 erneut nach dem Grab zu suchen, das schon lange unter dem Wüstensand verschwunden war. Zunächst wurde das Grab des Haremhab entdeckt und die Suche nach Mayas Grab erst 1986 wieder aufgenommen. Im Grab des Armeeoffiziers Ramose wurde ein Grabräubertunnel entdeckt, welcher in ein anderes Grab führte. Dort machten die Forscher eine sensationelle Entdeckung: Sie fanden das Grab des Maya, welches auch in den unterirdischen Teilen prachtvolle Grabdekorationen aufwies.

### Der Oberbau des Grabes
Der Oberbau war wie ein Tempel angelegt und hatte einen Pylon sowie zwei mit Säulen geschmückte Höfe. Die Wände waren mit feinen Reliefs dekoriert. Die Statuenräume enthielten einst verschiedene Statuen von Maya und Merit. Diese gelangten schon um 1828 nach Leiden.

### Die unterirdische Grabanlage
Der unterirdische Teil des Grabes bestand aus diversen Räumen, wovon einige ebenfalls mit Reliefs versehen sind, was eher die Ausnahme bei privaten Grabanlagen ist. In der ersten Ebene befinden sich eine Reihe von undekorierten Kammern und Reste von Sekundärbestattungen. In der unteren Ebene wurden nur Überreste der ursprünglichen Bestattung von Mayas Familie gefunden. Weil in einer Tiefe von 22 Metern der Fels von sehr schlechter Qualität war, hatten die Baumeister die Grabdekoration in Form von Reliefplatten ausgeführt, welche mit Mörtel an den Felswänden angebracht wurden.
Die fast lebensgroßen Reliefs zeigen die Grabinhaber bei der Verehrung der Götter und sind von sehr feiner Qualität im Spätamarnastil ausgeführt. Besonders ist die Farbgebung: Die Reliefs sind in einem warmen goldgelb ausgeführt, nur die Augen und Augenbrauen zusätzlich mit Schwarz angegeben. Das Grab von Maya ist das älteste bisher bekannte ägyptische Privatgrab mit monochromer Dekoration, welche später in der Ramessidenzeit populärer wurde, besonders in der 19. Dynastie.

### Reste der Bestattungen
Maya und Merit scheinen in Holzsärgen beigesetzt worden zu sein, von Steinsarkophagen fanden sich keine Spuren. Auf verschiedene Räume verteilt wurden die Überreste von fünf Personen gefunden. Die Grabräuber hatten die Mumien regelrecht zerfetzt.
- Nr. 1: Reste eines über 40-jährigen Mannes (wahrscheinlich Maya)
- Nr. 2: Reste eines 30- bis 50-jährigen Mannes (vermutlich Nahuher, sein Bruder)
- Nr. 3: Eine über 50 Jahre alte Frau (vermutlich Henutiunu, die Schwiegermutter Mayas)
- Nr. 4: Eine 20- bis 40-jährige Frau (wahrscheinlich Merit)

Die beiden Männer haben nach der anthropologischen Analyse eine enge Verwandtschaft und waren wohl Brüder.